# Bernard Giraudeau
Bernard René Giraudeau (ur. 18 czerwca 1947 w La Rochelle, zm. 17 lipca 2010 w Paryżu) – francuski aktor, scenarzysta, reżyser i producent filmowy.

## Życiorys

### Wczesne lata
Urodził się w La Rochelle, w regionie Poitou-Charentes, w departamencie Charente-Maritime. W 1963, w wieku 16 lat, odbył szkolną praktykę mechanika floty Francuskiej Marynarki Wojennej, jednak rok później zrezygnował z dalszej edukacji. W latach 1964–1966 służył na śmigłowcowcu „Jeanne d’Arc”, fregacie „Duquesne”, a następnie na lotniskowcu „Clemenceau”. Odbył dwie światowe podróże z Królewską Marynarką Wojenną, zanim w 1970 wstąpił do konserwatorium Conservatoire national supérieur d’art dramatique (CNSAD), które ukończył w 1974. 

### Kariera
Swoje pierwsze kroki na dużym ekranie uczynił w dwóch dramatach kryminalnych: Rewolwer (Revolver, 1973) oraz Dwaj ludzie z miasta (Deux hommes dans la ville, 1973) u boku Jeana Gabina, Alaina Delona i Gérarda Depardieu. W komedii romantycznej Prywatka (La Boum, 1980) z Sophie Marceau pojawił się jako Éric Thompson. 
W 1987 zadebiutował po drugiej stronie kamery jako reżyser, choć w dalszym ciągu występował jako aktor. Zdobył sześciokrotnie nominację do nagrody Cezara; za drugoplanową kreację François w dramacie wojennym Lekarz (Le Toubib, 1979) z udziałem Alaina Delona, dwie nominacje za swój pierwszy reżyserowany film Odmienny (L’Autre, 1991), za drugoplanową postać Francisa w dramacie Ukochany syn (Le Fils préféré, 1994) z Gérardem Lanvinem i Jeanem-Markiem Barrem, za rolę L’Abbée de Vilecourta w komediodramacie romantycznym Śmieszność (Ridicule, 1996) z Jeanem Rochefortem i Fanny Ardant oraz za kreację Frédérica Delamonta w dramacie kryminalnym Kwestia smaku (Une affaire de goût, 2000).

## Życie prywatne
Chorował na raka nerki. Została mu usunięta lewa nerka (2000), doszło do przerzutów nowotworowych (2005). Pomagał innym chorym, wspierając Instytut Curie oraz Institut Gustave’a Roussy. W ostatnich latach poświęcił się pisaniu. Zmarł 17 lipca 2010 w paryskim szpitalu.
Był żonaty z Anny Duperey, miał dwoje dzieci: syna Gaëla (ur. 1982) i córkę Sarę (ur. 1985).

## Wybrana filmografia
- 1973: Dwaj ludzie z miasta (Deux hommes dans la ville) jako Frédéric Cazeneuve
- 1979: Lekarz (Le Toubib) jako François
- 1980: Prywatka (La Boum) jako Éric Thompson
- 1981: Smak życia (Croque la vie) jako Alain
- 1981: Miłosna pasja (Passione d'amore) jako kapitan Giorgio Bacchetti
- 1981: Białe, niebieskie, czerwone (Blanc, bleu, rouge) jako Mathieu de Brecheville
- 1984: Ulica barbarzyńców (Rue Barbare) jako Daniel Chetman, zwany 'Chet'
- 1984: Rok meduzy (L'Année des méduses) jako Romain Kalides
- 1985: Specjaliści (Les Spécialistes) jako Paul Brandon
- 1991: Królowa karnawału (La Reine blanche) jako Yvon Legualoudec
- 1992: Po miłości (Apres l'amour) jako David
- 1996: Ostatnia misja (Saint-Exupéry: La dernière mission, TV) jako Antoine de Saint-Exupéry
- 1996: Śmieszność (Ridicule) jako L'Abbé de Villecourt
- 1996: Jak zapomnieć o Sarajewie (Si je t'oublie Sarajevo, TV) jako Michel
- 1996: Kapryśna rzeka (Les Caprices d'un fleuve) jako Jean-François de La Plaine
- 1997: Markiza (Marquise) jako Molier
- 1997: Marta (Marthe) jako Pułkownik
- 1999: Inspektor Scherpa na tropie (Scherpa - La Mort dans les Landes) jako Hugo Scherpa
- 2000: Kwestia smaku (Une affaire de goût) jako Frédéric Delamont
- 2000: Krople wody na rozpalonych kamieniach (Gouttes d'eau sur pierres brûlantes) jako Leopold
- 2001: Mroczny sekret (Une fille dans l'azur) jako Le Pacha
- 2005: Imperium tygrysa (L'Empire du tigre) jako Pierre Balsan